# Jonathan Santiago
Jonathan Santiago (sinh 9 tháng 6 năm 1994) là một cầu thủ bóng đá Pháp. Anh sinh ra ở Marseille, và hiện tại thi đấu ở vị trí tiền vệ tấn công cho đội bóng Ligue 1 Olympique Marseille.

## Sự nghiệp câu lạc bộ
Santiago ra mắt chuyên nghiệp ngày 6 tháng 12 năm 2012 tại Europa League 2012-13 trước đội bóng Cộng hòa Síp AEL Limassol với thất bại 3-0. Anh vào sân từ ghế dự bị thay cho Billel Omrani ở phút thứ 63.

### Câu lạc bộ
| Thống kê câu lạc bộ \| Câu lạc bộ \| Mùa giải \| Giải vô địch \| Giải vô địch \| Cúp \| Cúp \| Siêu cúp \| Siêu cúp \| Cúp Liên đoàn \| Cúp Liên đoàn \| UEFA Champions League \| UEFA Champions League \| UEFA Cup / UEFA Europa League \| UEFA Cup / UEFA Europa League \| Tổng \| Tổng \| \| Câu lạc bộ \| Mùa giải \| Số trận \| Bàn thắng \| Số trận \| Bàn thắng \| Số trận \| Bàn thắng \| Số trận \| Bàn thắng \| Số trận \| Bàn thắng \| Số trận \| Bàn thắng \| Số trận \| Bàn thắng \| \| ---------------------- \| ------------------- \| ------------ \| ------------ \| ------- \| --------- \| -------- \| --------- \| ------------- \| ------------- \| --------------------- \| --------------------- \| ----------------------------- \| ----------------------------- \| ------- \| --------- \| \| Olympique de Marseille \| 2012/13 \| 0 \| 0 \| 0 \| 0 \| 0 \| 0 \| 0 \| 0 \| 0 \| 0 \| 1 \| 0 \| 1 \| 0 \| \| Olympique de Marseille \| Tổng \| 0 \| 0 \| 0 \| 0 \| 0 \| 0 \| 0 \| 0 \| 0 \| 0 \| 1 \| 0 \| 1 \| 0 \| \| Tổng cộng sự nghiệp \| Tổng cộng sự nghiệp \| 0 \| 0 \| 0 \| 0 \| 0 \| 0 \| 0 \| 0 \| 0 \| 0 \| 1 \| 0 \| 1 \| 0 \| Tính đến 28 tháng 11 năm 2015 | Thống kê câu lạc bộ \| Câu lạc bộ \| Mùa giải \| Giải vô địch \| Giải vô địch \| Cúp \| Cúp \| Siêu cúp \| Siêu cúp \| Cúp Liên đoàn \| Cúp Liên đoàn \| UEFA Champions League \| UEFA Champions League \| UEFA Cup / UEFA Europa League \| UEFA Cup / UEFA Europa League \| Tổng \| Tổng \| \| Câu lạc bộ \| Mùa giải \| Số trận \| Bàn thắng \| Số trận \| Bàn thắng \| Số trận \| Bàn thắng \| Số trận \| Bàn thắng \| Số trận \| Bàn thắng \| Số trận \| Bàn thắng \| Số trận \| Bàn thắng \| \| ---------------------- \| ------------------- \| ------------ \| ------------ \| ------- \| --------- \| -------- \| --------- \| ------------- \| ------------- \| --------------------- \| --------------------- \| ----------------------------- \| ----------------------------- \| ------- \| --------- \| \| Olympique de Marseille \| 2012/13 \| 0 \| 0 \| 0 \| 0 \| 0 \| 0 \| 0 \| 0 \| 0 \| 0 \| 1 \| 0 \| 1 \| 0 \| \| Olympique de Marseille \| Tổng \| 0 \| 0 \| 0 \| 0 \| 0 \| 0 \| 0 \| 0 \| 0 \| 0 \| 1 \| 0 \| 1 \| 0 \| \| Tổng cộng sự nghiệp \| Tổng cộng sự nghiệp \| 0 \| 0 \| 0 \| 0 \| 0 \| 0 \| 0 \| 0 \| 0 \| 0 \| 1 \| 0 \| 1 \| 0 \| Tính đến 28 tháng 11 năm 2015 | Thống kê câu lạc bộ \| Câu lạc bộ \| Mùa giải \| Giải vô địch \| Giải vô địch \| Cúp \| Cúp \| Siêu cúp \| Siêu cúp \| Cúp Liên đoàn \| Cúp Liên đoàn \| UEFA Champions League \| UEFA Champions League \| UEFA Cup / UEFA Europa League \| UEFA Cup / UEFA Europa League \| Tổng \| Tổng \| \| Câu lạc bộ \| Mùa giải \| Số trận \| Bàn thắng \| Số trận \| Bàn thắng \| Số trận \| Bàn thắng \| Số trận \| Bàn thắng \| Số trận \| Bàn thắng \| Số trận \| Bàn thắng \| Số trận \| Bàn thắng \| \| ---------------------- \| ------------------- \| ------------ \| ------------ \| ------- \| --------- \| -------- \| --------- \| ------------- \| ------------- \| --------------------- \| --------------------- \| ----------------------------- \| ----------------------------- \| ------- \| --------- \| \| Olympique de Marseille \| 2012/13 \| 0 \| 0 \| 0 \| 0 \| 0 \| 0 \| 0 \| 0 \| 0 \| 0 \| 1 \| 0 \| 1 \| 0 \| \| Olympique de Marseille \| Tổng \| 0 \| 0 \| 0 \| 0 \| 0 \| 0 \| 0 \| 0 \| 0 \| 0 \| 1 \| 0 \| 1 \| 0 \| \| Tổng cộng sự nghiệp \| Tổng cộng sự nghiệp \| 0 \| 0 \| 0 \| 0 \| 0 \| 0 \| 0 \| 0 \| 0 \| 0 \| 1 \| 0 \| 1 \| 0 \| Tính đến 28 tháng 11 năm 2015 | Thống kê câu lạc bộ \| Câu lạc bộ \| Mùa giải \| Giải vô địch \| Giải vô địch \| Cúp \| Cúp \| Siêu cúp \| Siêu cúp \| Cúp Liên đoàn \| Cúp Liên đoàn \| UEFA Champions League \| UEFA Champions League \| UEFA Cup / UEFA Europa League \| UEFA Cup / UEFA Europa League \| Tổng \| Tổng \| \| Câu lạc bộ \| Mùa giải \| Số trận \| Bàn thắng \| Số trận \| Bàn thắng \| Số trận \| Bàn thắng \| Số trận \| Bàn thắng \| Số trận \| Bàn thắng \| Số trận \| Bàn thắng \| Số trận \| Bàn thắng \| \| ---------------------- \| ------------------- \| ------------ \| ------------ \| ------- \| --------- \| -------- \| --------- \| ------------- \| ------------- \| --------------------- \| --------------------- \| ----------------------------- \| ----------------------------- \| ------- \| --------- \| \| Olympique de Marseille \| 2012/13 \| 0 \| 0 \| 0 \| 0 \| 0 \| 0 \| 0 \| 0 \| 0 \| 0 \| 1 \| 0 \| 1 \| 0 \| \| Olympique de Marseille \| Tổng \| 0 \| 0 \| 0 \| 0 \| 0 \| 0 \| 0 \| 0 \| 0 \| 0 \| 1 \| 0 \| 1 \| 0 \| \| Tổng cộng sự nghiệp \| Tổng cộng sự nghiệp \| 0 \| 0 \| 0 \| 0 \| 0 \| 0 \| 0 \| 0 \| 0 \| 0 \| 1 \| 0 \| 1 \| 0 \| Tính đến 28 tháng 11 năm 2015 | Thống kê câu lạc bộ \| Câu lạc bộ \| Mùa giải \| Giải vô địch \| Giải vô địch \| Cúp \| Cúp \| Siêu cúp \| Siêu cúp \| Cúp Liên đoàn \| Cúp Liên đoàn \| UEFA Champions League \| UEFA Champions League \| UEFA Cup / UEFA Europa League \| UEFA Cup / UEFA Europa League \| Tổng \| Tổng \| \| Câu lạc bộ \| Mùa giải \| Số trận \| Bàn thắng \| Số trận \| Bàn thắng \| Số trận \| Bàn thắng \| Số trận \| Bàn thắng \| Số trận \| Bàn thắng \| Số trận \| Bàn thắng \| Số trận \| Bàn thắng \| \| ---------------------- \| ------------------- \| ------------ \| ------------ \| ------- \| --------- \| -------- \| --------- \| ------------- \| ------------- \| --------------------- \| --------------------- \| ----------------------------- \| ----------------------------- \| ------- \| --------- \| \| Olympique de Marseille \| 2012/13 \| 0 \| 0 \| 0 \| 0 \| 0 \| 0 \| 0 \| 0 \| 0 \| 0 \| 1 \| 0 \| 1 \| 0 \| \| Olympique de Marseille \| Tổng \| 0 \| 0 \| 0 \| 0 \| 0 \| 0 \| 0 \| 0 \| 0 \| 0 \| 1 \| 0 \| 1 \| 0 \| \| Tổng cộng sự nghiệp \| Tổng cộng sự nghiệp \| 0 \| 0 \| 0 \| 0 \| 0 \| 0 \| 0 \| 0 \| 0 \| 0 \| 1 \| 0 \| 1 \| 0 \| Tính đến 28 tháng 11 năm 2015 | Thống kê câu lạc bộ \| Câu lạc bộ \| Mùa giải \| Giải vô địch \| Giải vô địch \| Cúp \| Cúp \| Siêu cúp \| Siêu cúp \| Cúp Liên đoàn \| Cúp Liên đoàn \| UEFA Champions League \| UEFA Champions League \| UEFA Cup / UEFA Europa League \| UEFA Cup / UEFA Europa League \| Tổng \| Tổng \| \| Câu lạc bộ \| Mùa giải \| Số trận \| Bàn thắng \| Số trận \| Bàn thắng \| Số trận \| Bàn thắng \| Số trận \| Bàn thắng \| Số trận \| Bàn thắng \| Số trận \| Bàn thắng \| Số trận \| Bàn thắng \| \| ---------------------- \| ------------------- \| ------------ \| ------------ \| ------- \| --------- \| -------- \| --------- \| ------------- \| ------------- \| --------------------- \| --------------------- \| ----------------------------- \| ----------------------------- \| ------- \| --------- \| \| Olympique de Marseille \| 2012/13 \| 0 \| 0 \| 0 \| 0 \| 0 \| 0 \| 0 \| 0 \| 0 \| 0 \| 1 \| 0 \| 1 \| 0 \| \| Olympique de Marseille \| Tổng \| 0 \| 0 \| 0 \| 0 \| 0 \| 0 \| 0 \| 0 \| 0 \| 0 \| 1 \| 0 \| 1 \| 0 \| \| Tổng cộng sự nghiệp \| Tổng cộng sự nghiệp \| 0 \| 0 \| 0 \| 0 \| 0 \| 0 \| 0 \| 0 \| 0 \| 0 \| 1 \| 0 \| 1 \| 0 \| Tính đến 28 tháng 11 năm 2015 | Thống kê câu lạc bộ \| Câu lạc bộ \| Mùa giải \| Giải vô địch \| Giải vô địch \| Cúp \| Cúp \| Siêu cúp \| Siêu cúp \| Cúp Liên đoàn \| Cúp Liên đoàn \| UEFA Champions League \| UEFA Champions League \| UEFA Cup / UEFA Europa League \| UEFA Cup / UEFA Europa League \| Tổng \| Tổng \| \| Câu lạc bộ \| Mùa giải \| Số trận \| Bàn thắng \| Số trận \| Bàn thắng \| Số trận \| Bàn thắng \| Số trận \| Bàn thắng \| Số trận \| Bàn thắng \| Số trận \| Bàn thắng \| Số trận \| Bàn thắng \| \| ---------------------- \| ------------------- \| ------------ \| ------------ \| ------- \| --------- \| -------- \| --------- \| ------------- \| ------------- \| --------------------- \| --------------------- \| ----------------------------- \| ----------------------------- \| ------- \| --------- \| \| Olympique de Marseille \| 2012/13 \| 0 \| 0 \| 0 \| 0 \| 0 \| 0 \| 0 \| 0 \| 0 \| 0 \| 1 \| 0 \| 1 \| 0 \| \| Olympique de Marseille \| Tổng \| 0 \| 0 \| 0 \| 0 \| 0 \| 0 \| 0 \| 0 \| 0 \| 0 \| 1 \| 0 \| 1 \| 0 \| \| Tổng cộng sự nghiệp \| Tổng cộng sự nghiệp \| 0 \| 0 \| 0 \| 0 \| 0 \| 0 \| 0 \| 0 \| 0 \| 0 \| 1 \| 0 \| 1 \| 0 \| Tính đến 28 tháng 11 năm 2015 |           |               |               |                       |                       |                               |                               |         |           |
| Câu lạc bộ | Mùa giải | Giải vô địch | Giải vô địch | Cúp | Cúp | Siêu cúp | Siêu cúp  | Cúp Liên đoàn | Cúp Liên đoàn | UEFA Champions League | UEFA Champions League | UEFA Cup / UEFA Europa League | UEFA Cup / UEFA Europa League | Tổng    | Tổng      |
| Câu lạc bộ | Mùa giải | Số trận | Bàn thắng | Số trận | Bàn thắng | Số trận | Bàn thắng | Số trận       | Bàn thắng     | Số trận               | Bàn thắng             | Số trận                       | Bàn thắng                     | Số trận | Bàn thắng |
| --- | --- | --- | --- | --- | --- | --- | --------- | ------------- | ------------- | --------------------- | --------------------- | ----------------------------- | ----------------------------- | ------- | --------- |
| Olympique de Marseille | 2012/13 | 0 | 0 | 0 | 0 | 0 | 0         | 0             | 0             | 0                     | 0                     | 1                             | 0                             | 1       | 0         |
| Olympique de Marseille | Tổng | 0 | 0 | 0 | 0 | 0 | 0         | 0             | 0             | 0                     | 0                     | 1                             | 0                             | 1       | 0         |
| Tổng cộng sự nghiệp | Tổng cộng sự nghiệp | 0 | 0 | 0 | 0 | 0 | 0         | 0             | 0             | 0                     | 0                     | 1                             | 0                             | 1       | 0         |